# Aeshna affinis
Aeshna affinis е вид водно конче от семейство Aeshnidae. Видът е незастрашен от изчезване.

## Разпространение и местообитание
Разпространен е в Азербайджан, Армения, България, Германия, Грузия, Гърция, Израел, Иран, Испания, Италия, Казахстан, Кипър, Литва, Люксембург, Полша, Португалия, Северна Македония, Румъния, Русия, Словакия, Словения, Сърбия, Таджикистан, Тунис, Турция, Украйна, Унгария, Франция, Черна гора и Чехия.
Среща се на надморска височина от 1,1 до 37,7 m.

## Описание
Популацията на вида е нарастваща.